# Cruz de Malta

Cruz de Malta.

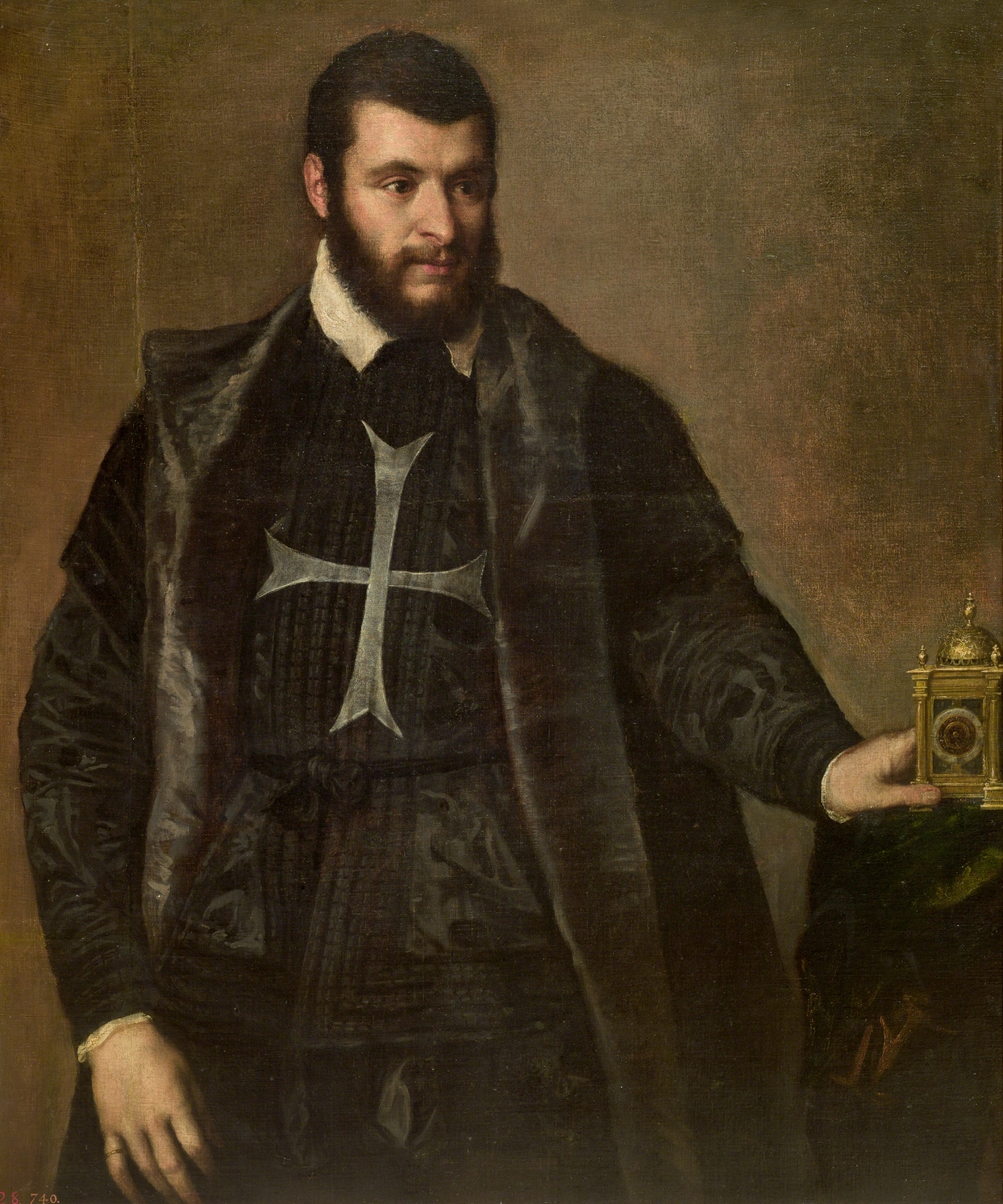
Tiziano: Caballero de San Juan con reloj

Venera de la Orden de Carlos III

Venera de la Orden del Espíritu Santo

La Cruz de Malta (✠), llamada también de San Juan, de ocho puntas u octógona, es un símbolo usado desde el siglo XII como insignia o venera por los caballeros hospitalarios de la Orden de San Juan de Jerusalén (llamada también de Malta desde que el rey Carlos I de España le dio en feudo esta isla en el siglo XVI). 

## Origen
Según algunos autores, su diseño se basa en cruces ya utilizadas desde la Primera Cruzada. Según otros, lo adoptó el Beato Gerardo, fundador de la Orden, por ser un símbolo de Amalfi, su ciudad natal. En todo caso, la primera Regla de la Orden, aprobada en 1120 por el Maestre Raimundo de Podio, disponía que los freires llevasen al pecho esta cruz blanca sobre el hábito negro. 
Originalmente se representaba como una cruz ensanchada (patée) con los extremos de los brazos hendidos por una escotadura, de forma que cada uno terminaba en dos puntas. Con el tiempo, su diseño se estilizó hasta que los brazos tomaron forma de uves unidas por sus vértices.

## Simbolismo
La cruz de San Juan, símbolo hospitalario, con su forma característica octogonal blanca, que sigue siendo hoy en día su símbolo, ha dado lugar a varias interpretaciones:
- Es blanca por la importancia que se da a la pureza que hay que tener, tanto en el interior del corazón, como por fuera, sin mácula ni mancha. Las ocho puntas de la cruz son en memoria de las ocho bienaventuranzas que siempre debemos tener con nosotros, la primera será la satisfacción espiritual; la segunda, vivir con sencillez y sin malicia; la tercera, vivir en la humildad; la cuarta, llorar las faltas y pecados; la quinta, amar la justicia; la sexta, ser misericordioso; la séptima, ser limpio y sincero de corazón y de pensamiento; y octava, soportar las aflicciones y persecuciones por la justicia. Y estas virtudes se han de grabar y guardar en los corazones, para la conservación de las almas.[1]

- Sus ocho puntas denotan las ocho obligaciones o aspiraciones de los caballeros, a saber:[2]
  - Lealtad
  - Piedad
  - Sinceridad
  - Valor
  - Gloria y honor
  - Desprecio por la muerte
  - Solidaridad para con los pobres y los enfermos
  - Respeto por la Iglesia

- A partir de 1462, las ocho puntas también llegaron a representar las ocho "lenguas" (literalmente "tongues", pero de hecho, determinadas agrupaciones nacionales) de los nobles que fueron admitidos en la orden hospitalaria, es decir, caballeros procedentes de Francia con las lenguas de Auvernia (los bretones), Provenza (los de Languedoc) y Francia propiamente dicha (los de Languedoil); procedentes de España, la de Aragón (que incluía también a Cataluña y Navarra) y la de Castilla (que incluía también a Portugal); Baviera (Alemania) (que incluía también a escandinavos, polacos y bohemios); Inglaterra (que incluía a Escocia e Irlanda) y finalmente, Italia.[3]

## Difusión del símbolo

Bandera de proa de Italia con la Cruz de Malta.

En los últimos siglos, este antiguo símbolo de la Orden de Malta ha sido adoptado, con pequeñas variaciones, por numerosas órdenes de caballería y de distinción, por servicios de sanidad y de emergencias, etc.
Es considerado como uno de los símbolos nacionales de Malta y solía ser representado en las monedas de dos mills de la isla, hasta que se abandonó esta unidad de cuenta. En la actualidad se muestra en las monedas de uno y dos euros que Malta presentó en enero de 2008.
La flor cruz de malta (Silene chalcedonica) es llamada así por la forma de sus pétalos. También se llama "mecanismo de cruz de Malta" a la rueda de Ginebra: un dispositivo que traduce una rotación continua en un movimiento rotatorio intermitente mediante el juego de una pieza que tiene la forma de esta cruz.

## Uso heráldico

Escudo de la Orden de Malta

Insignia de la Soberana Orden Militar de San Juan de Jerusalén, Rodas y Malta.

La cruz de Malta nació como insignia de los sanjuanistas, mientras que el emblema heráldico de la Orden era una cruz llana blanca en campo rojo. Esta cruz llana es la armería que traían en sus escudos los maestres y priores de San Juan, componiéndola con sus armas propias. Y la figura en la bandera de la Orden. 
El uso heráldico de la cruz octógona, como elemento exterior del escudo, data del siglo XVI, cuando se difundió la costumbre castellana de representar, acoladas al escudo, las cruces de las Órdenes a las que pertenecía el representado. De los escudos personales se pasó a acolar la cruz de Malta también al escudo de la Orden, que así llegó a aunar la cruz llana (en el campo) con la octógona (acolada).
Sólo muy modernamente aparece la cruz de Malta como pieza o mueble dentro del campo de un escudo. Figura así en el del distrito de Mecklemburgo-Strelitz (Alemania) y en los de algunos municipios de Castilla-La Mancha (España) que pertenecieron a la Orden de San Juan, como Consuegra y Alcázar de San Juan. Y también  en la Bandera del estado de Queensland (Australia).
La propia Orden, en la actualidad, usa con profusión esta cruz, representándola dentro de un escudo apuntado rojo con orla blanca, que por su estandarización viene a ser casi un logotipo. Más que de la Orden misma, este escudo-logotipo es el símbolo de Malteser Internacional y de las demás fundaciones, asociaciones y obras asistenciales vinculadas a la Orden de Malta.